# 新倫敦 (阿拉巴馬州)
新倫敦（英語：New London）是一個位於美國阿拉巴馬州聖克萊爾縣的非建制地區。該地的面積和人口皆未知。

## 地理
新倫敦的座標為33°28′54″N 86°21′34″W / 33.48167°N 86.35944°W，而該地的平均海拔高度為142米（即466英尺）。